# 1025
1025 (MXXV) je bilo navadno leto, ki se je po julijanskem koledarju začelo na petek.

## Dogodki
- 18. april - Kronanje poljskega vojvode Boleslava Hrabrega za (prvega) kralja Poljske. Umre tri mesece kasneje. Na kraljevskem prestolu ga zamenja sin Mješko II. Lambert.
- Konstantin VIII. nasledi na bizantinskem prestolu preminulega Vasilija II. Klavca Bolgarov.
- Bizantinci Arabcem na Siciliji odvzamejo Messino.
- Ponesrečen poskus magrebske Ziridske dinastije, da bi se polastila Sicilije.
- Francoski sokralj Hugo Magnus umre med pripravami na upor proti francoskemu kralju in njegovemu očetu Robertu II.
- Tamilska dinastija Čola pod vodstvom Rajendre I. napade in si priključi budistično pomorsko kraljestvo Srividžaja na otoku Sumatra. Razlog je trgovski spor okoli plovnih poti do Kitajske.
- Muslimanski Gaznavidi pustošijo po Gudžaratu in uničujejo hindujska svetišča. Tempelj Somnath poskuša braniti več kot 50.000 hindujcev, vendar so premagani in preživeli na silo spreobrnjeni v islam, tempelj pa razrušen.

## Rojstva
- 28. avgust - cesar Go-Reizei, 70. japonski cesar († 1068)

Neznan datum
- Ana Dalasena, bizantinska regentka († 1102)
- Janez Italski, bizantinski filozof († 1090)
- Neža Poitierska, rimsko-nemška cesarica in regentka († 1077)
- Edita Wesseška, angleška kraljica, soproga Edvarda Spoznavalca († 1075)
- Ruben I. Kilikijski († 1095)
- Rudolf Rheinfeldški, švabski vojvoda, nemški protikralj († 1080)
- Viljem VIII., akvitanski vojvoda († 1086)

## Smrti
- 17. junij - Boleslav I. Hrabri, poljski kralj (* 966)
- 30. december - Vasilij II. Klavec Bolgarov, bizantinski cesar (* 958)

Neznan datum
- Grubeša Vojislavljević, kralj Duklje (* konec 11. stoletja)
- Hugo Magnus, francoski sokralj (* 1007)